# Метронидазол
Метронидазо́л — противопротозойный и противомикробный препарат.
Метронидазол входит в перечень жизненно необходимых и важнейших лекарственных препаратов.

## История
Метронидазол синтезирован во Франции компанией Rhone-Poulenc (в настоящее время входит в компанию Sanofi) и выпускался под названием «Флагил» (Flagyl) как первый препарат из группы нитроимидазолов. В США лицензирован и выпускался компанией Searle, далее Pfizer. Является синтетическим производным природного вещества азомицина, продуцируемого Streptomyces spp. Вещество рассматривалось как антипротозойный агент для лечения трихомониаза. Первые упоминания о клиническом применении метронидазола датированы 1959 г. (ссылка № 5) После прекращения действия патента выпускается большое количество дженериков: Бацимекс, Клион, Меринал-В, Метрид, Метровагин, Метровит, Метрогил Дента, Метромед, Метрон, Метронидазол, Метросептол, Орвагил, Розамет, Розекс, Трихо-ПИН, Трихоброл, Трихопол, Трихосепт, Эфлоран, Anaerobex, Atrivyl, Clont, Efloran, Entizol, Flagesol, Gineflavir

## Фармакодинамика
Механизм действия заключается в биохимическом восстановлении 5-нитрогруппы метронидазола внутриклеточными транспортными протеинами анаэробных микроорганизмов и простейших. Восстановленная 5-нитрогруппа метронидазола взаимодействует с ДНК клетки микроорганизмов, ингибируя синтез их нуклеиновых кислот, что ведёт к гибели микроорганизмов.
Препарат активен в отношении Trichomonas vaginalis, Gardnerella vaginalis, Giardia intestinalis, Entamoeba histolytica, облигатных анаэробных бактерий: Bacteroides spp. (в том числе Bacteroides fragilis, Bacteroides distasonis, Bacteroides ovatus, Bacteroides thetaiotaomicron, Bacteroides vulgatus), Fusobacterium spp., Veillonela spp.; некоторых грамположительных бактерий: Eubacterium spp., Clostridium spp., Peptococcus spp., Peptostreptococcus spp, а также Helicobacter pylori (грамотрицательны).

## Фармакокинетика
Всасывание
После приема внутрь хорошо абсорбируется из ЖКТ.
Распределение
После в/в капельного введения в течение 1 ч в дозе 15 мг/кг массы тела и последующих введений каждые 6 ч в дозе 7.5 мг/кг Cssmax метронидазола составляет 26 мкг/мл, а Cssmin — 18 мкг/мл. Метронидазол распределяется во многие ткани и биологические жидкости организма, такие как желчь, слюна, плевральная жидкость, перитонеальная жидкость, влагалищный секрет, спинномозговая жидкость (около 43 % от концентрации в плазме крови), в костную ткань, печень, эритроциты. Связывание с белками плазмы составляет менее 20 %. Метронидазол проникает через ГЭБ и плацентарный барьер, выделяется с грудным молоком.
Метаболизм
В печени метаболизируется около 30—60 % метронидазола путём гидроксилирования, окисления и связывания с гиалуроновой кислотой. Основной метаболит (2-оксиметронидазол) также оказывает противопротозойное и антибактериальное действие.
Выведение
T1/2 составляет 8 ч. Выводится с мочой (60—80 %) и калом (6—15 %).

## Показания
- трихомониаз (в том числе хронический осложнённый);
- лямблиоз;
- гарднереллез (бактериальный вагиноз), Gardnerella vaginalis
- амёбиаз и амёбный абсцесс печени;
- инфекции, вызванные анаэробными бактериями (в том числе перитониты, абсцессы брюшной полости и печени; эндометриты, абсцессы яичников и фаллопиевых труб, послеоперационные осложнения; пневмония, эмпиема плевры, абсцесс лёгкого; менингит, абсцесс головного мозга; инфекции кожи; инфекции костей; сепсис; эндокардит);
- профилактика осложнений при хирургических вмешательствах на ободочной кишке, при аппендэктомии, гинекологических операциях (у пациентов из групп повышенного риска — в сочетании с в/в или в/м введением цефазолина);
- смешанные бактерийные инфекции (аэробные и анаэробные), обычно в сочетании с соответственно подобранным антибиотиком;
- эрадикация Helicobacter pylori при язвенной болезни двенадцатиперстной кишки или желудка, в сочетании с ингибиторами протонного насоса, препаратами висмута и антибиотиками (например, амоксициллином). Существуют данные лабораторного химического исследования о его позитивном сочетании с остальными компонентами лечения.[1]

## Режим дозирования
При трихомониазе внутрь взрослым назначают в разовой дозе 250 мг утром и вечером в течение 10 дней. После окончания курса лечения следует провести несколько контрольных лабораторных исследований (каждые 3—4 недели).
При амёбиазе взрослым назначают по 250 мг 3 раза/сут. Курс лечения — 5—10 дней; детям дозу устанавливают из расчёта 35—50 мг/кг/сут. Суточную дозу следует разделить на 3 приема. Курс лечения — 10 дней.
При лямблиозе внутрь взрослым и детям старше 10 лет назначают 500 мг/сут; детям в возрасте 6—10 лет — 375 мг/сут; 2—5 лет — 250 мг/сут. Суточную дозу следует разделить на 2 приема. Курс лечения — 5—10 дней. После окончания курса лечения следует провести несколько контрольных лабораторных исследований. При необходимости лечение можно повторить через 4—6 недель.
Для лечения инфекционных заболеваний, вызванных анаэробными бактериями, взрослым и детям старше 12 лет препарат назначают в/в каждые 8 ч по 100 мл 0,5 % раствора (500 мг). Инфузию проводят со скоростью 5 мл/мин. Максимальная суточная доза для в/в введения — 4 г. Курс инфузионной терапии составляет 7—10 дней, при необходимости — 2—3 недели. Детям в возрасте до 12 лет дозу для в/в введения устанавливают из расчёта 7.5 мг/кг массы тела (1.5 мл 0,5 % раствора метронидазола) каждые 8 ч. Препарат вводят в/в капельно, медленно. Метронидазол назначают также внутрь в разовой дозе 250—500 мг.
Для профилактики инфекций, вызванных анаэробными бактериями (перед хирургическими операциями на брюшной полости, в акушерско-гинекологической практике), применение инфузионного раствора метронидазола следует начать за 5—10 мин до хирургической операции. Взрослым и детям старше 12 лет препарат вводят в дозе 500 мг (100 мл 0,5 % раствора) в/в капельно медленно, инфузию повторяют через 8 ч. Профилактически препарат применяют не более 12 ч после операции. Детям в возрасте до 12 лет дозу для в/в введения устанавливают из расчёта 7.5 мг/кг массы тела (1.5 мл 0,5 % раствора метронидазола). метронидазол назначают также внутрь. Взрослым и детям старше 12 лет первая разовая доза составляет 1 г (4 таб. по 250 мг), затем по 250 мг 3 раза/сут во время или после еды, до начала предоперационного голодания; детям от 5 до 12 лет по 125 мг каждые 8 ч в течение 2 сут. Новорождённым и детям до 5 лет разовую дозу препарата для приема внутрь устанавливают из расчёта 5 мг/кг массы тела, каждые 8 ч в течение 2 сут.
Пациентам с выраженными нарушениями функции печени необходимо скорректировать режим дозирования под контролем концентрации метронидазола в сыворотке крови.
Правила введения инфузионного раствора
Метронидазол 0,5 % раствор для внутривенного введения в полиэтиленовых флаконах по 100 мл готов к применению.
Раствор, который остался после введения, не должен использоваться повторно.
При наличии в растворе видимых изменений препарат применять не следует.

## Побочное действие
- Со стороны пищеварительной системы: тошнота, рвота, отсутствие аппетита, неприятный металлический привкус во рту, изменение вкусовых ощущений, спастические боли в животе, запор или диарея.
- Со стороны ЦНС и периферической нервной системы: головная боль, неврит зрительного нерва, двоение в глазах, повышенная возбудимость, нарушения сна, головокружение, атаксия, депрессия, периферическая невропатия, судороги, шум в ушах, потеря слуха, дезориентация, обмороки.
- Со стороны системы кроветворения: транзиторная лейкопения и тромбоцитопения; описан случай аплазии костного мозга.
- Местные реакции: при в/в введении — тромбофлебит.Также у некоторых пациентов может появится боль в руке при введении препарата путем в/в вливания.
- Аллергические реакции: кожная сыпь, зуд, крапивница.
- Прочие: артралгия, ощущение жжения в мочеиспускательном канале.

## Противопоказания
- Повышенная чувствительность к метронидазолу или другим производным нитроимидазола.
- При необходимости применения метронидазола в период лактации, грудное вскармливание следует прекратить, так как вещество выделяется вместе с грудным молоком.
- Метронидазол быстро проникает через плацентарный барьер, поэтому противопоказан к применению в I триместре беременности. Применение препарата во II и III триместрах возможно только в тех случаях, когда предполагаемая польза для матери превышает потенциальный риск для плода.
- В комбинации с амоксициллином не рекомендуется применять пациентам младше 18 лет.

## Особые указания
Пациенты, имеющие в анамнезе указания на побочные эффекты со стороны ЦНС и системы кроветворения на фоне лечения метронидазолом, при необходимости повторного его применения должны находиться под тщательным медицинским наблюдением.
При назначении метронидазола больным с нарушениями функции печени следует провести коррекцию режима дозирования препарата из-за возможной кумуляции метронидазола в организме.
С осторожностью следует назначать препарат пациентам, предрасположенным к появлению отеков или больным, получающим ГКС, из-за высокого содержания натрия в растворе.
В период применения метронидазола наблюдается более тёмное окрашивание мочи.
На фоне терапии препаратом возможно получение ложных результатов при определении активности трансаминаз печени, ЛДГ, уровня триглицеридов и глюкозы в плазме крови.
Метронидазол может иммобилизовать трепонемы, что приводит к ложноположительному TPI-тесту (тесту Нельсона).
Следует избегать одновременного применения метронидазола и непрямых антикоагулянтов. При необходимости их совместного назначения следует тщательно контролировать протромбиновое время и установить соответствующую дозу противосвертывающего средства.
С осторожностью следует применять метронидазол одновременно с препаратами лития, при этом необходим контроль концентрации лития и креатинина в плазме крови.
Не следует применять метронидазол одновременно с астемизолом и терфенадином.
Метронидазол можно применять не ранее, чем через 2 недели после окончания приема дисульфирама.
В период лечения метронидазолом следует избегать употребления алкоголя, плюс 48 часов после последнего приема, так как вследствие нарушения окисления этанола может происходить накопление ацетальдегида. В результате возможно развитие антабусоподобных реакций.
Использование в педиатрии
Безопасность применения инфузионного раствора метронидазола у детей в возрасте младше 5 лет не установлена.
Влияние на способность к вождению автотранспорта и управлению механизмами
В связи с возможностью развития головокружения на фоне приема препарата следует соблюдать осторожность пациентам, деятельность которых требует повышенного внимания и быстроты психомоторных реакций.

## Передозировка
Симптомы: судороги, периферическая невропатия; после однократного приема внутрь 15 г метронидазола наблюдались тошнота, рвота и нарушение координации движений.
Лечение: проводят симптоматическую терапию.

## Лекарственное взаимодействие
- При одновременном применении метронидазол потенцирует действие варфарина и других непрямых антикоагулянтов и увеличивает протромбиновое время.
- При одновременном применении дисульфирама и метронидазола возможно развитие острых психозов, дезориентации.
- При кратковременном применении метронидазола на фоне лечения препаратами солей лития в высоких дозах возможно повышение концентрации лития в плазме крови, усиление его токсичности и появление симптомов нарушения функции почек.
- При одновременном применении метронидазола с астемизолом и терфенадином возможны изменения ЭКГ, аритмии, блокада сердца, обморок.
- При одновременном применении метронидазола с циметидином метаболизм метронидазола в печени может быть снижен, что может приводить к замедленному выведению и повышению концентрации метронидазола в плазме крови.
- При одновременном применении метронидазола и фенобарбитала ускоряется метаболизм метронидазола за счёт индукции микросомальных ферментов печени, в результате чего T1/2 и концентрации метронидазола в плазме крови уменьшаются.
- При одновременном применении метронидазола и фенитоина отмечается снижение клиренса и повышение концентрации в плазме крови фенитоина.
- При одновременном использовании метронидазола с солями висмута и ингибиторами протонной помпы наблюдается более сильное повышение pH среды желудка.[1]

## Синтез
2-метилимидазол (1) может быть получен путём имидазольного синтеза Дебуса-Радзижевского или из этилендиамина и уксусной кислоты, дальнейшей циклизацией диамида в дигидроимидазол путём воздействия оксидом кальция с последующим дегидрированием под действием никеля Ренея. 2-метилимидазол нитрируется для получения 2-метил-4(5)-нитроимидазола (2), который алкилируется этиленоксидом или 2-хлорэтанолом для получения метронидазола (3):